# Очеретянка бугенвільська
Очеретянка бугенвільська (Horornis haddeni) — вид горобцеподібних птахів родини Cettiidae.

## Поширення
Ендемік острова Бугенвіль (Соломонові острови). Його природними середовищами існування є тропічний вологий гірський ліс на висоті понад 700 метрів.

## Спосіб життя
Мешкає у густих лісах. Полює на дрібних комах у підліску і на землі. Гніздиться у грудні.